# 506 Marion
506 Marion este o planetă minoră (asteroid), cu un diametru de 105,94 km, din centura de asteroizi. A fost descoperită pe 17 februarie 1903 la Observatorul Königstuhl de Raymond Smith Dugan⁠(d) și a fost numită după Marion Orcutt⁠(d). 
Obiectul prezintă o orbită caracterizată de o semiaxă mare de 3,0422273261298 UAi, o excentricitate de 0,14495972693531, o înclinație de 16,996 ° în raport cu ecliptica.